# Månkarbo
Månkarbo är en tätort i Tierps kommun i Uppsala län. Orten ligger cirka 12 km söder om Tierp och 20 kilometer norr om Björklinge i Uppsala kommun.
Den gamla E4:an (Länsväg C 600) går genom orten som är belägen ett par kilometer väster om den nuvarande E4 som är motorväg. 

## Ortnamnet
Ortnamnet skrevs år 1496 i Mwnkarabodhe. Det betyder 'Mungakarlarnas bodar', d.v.s. utjordar åt de som bodde i Munga by, på annat håll i Tierps socken.

## Historia
Tierpsslätten, som omger Månkarbo, var under stenåldern en stor havsvik. Endast enstaka "öar" fanns av det nuvarande landskapet, ex. delar av den närliggande rullstensåsen. I samband med landhöjdningen började marken odlas upp och byar uppstod, av vilka flera fortfarande ligger på samma ställe. 
Månkarbo har inte, i likhet med många andra samhällen i norra Uppland, en bakgrund som järnbruk eller dylikt. Ursprungligen var orten en vanlig bondby, första gången omnämnd 1456.
Fortfarande under 1910- och 20-talen var befolkningen dominerad av jordbrukare. Först under 1950-talet, i samband med bilismens genombrott, kom samhället växa nämnvärt i omfattning. De största arbetsplatserna kom att finnas vid cementgjuteriet, byggnadsfirman, åkeriet, lådfabriken och hos bryggeridistrubitören. Under 50-talet var lådfabriken den största arbetsplatsen med 34 anställda. Tillverkningen var till största delen ämnad staten och då framförallt till försvaret. Det tillverkades även godsfix och ribbpapper som användes som emballage för ömtåliga varor. Cementgjuteriet hade på slutet bara ett fåtal anställda och lade ned sin produktion 1976–77.

### Befolkningsutveckling
| Befolkningsutvecklingen i Månkarbo 1950–2020 | Befolkningsutvecklingen i Månkarbo 1950–2020 | Befolkningsutvecklingen i Månkarbo 1950–2020 | Befolkningsutvecklingen i Månkarbo 1950–2020 | Befolkningsutvecklingen i Månkarbo 1950–2020 |
| -------------------------------------------- | -------------------------------------------- | -------------------------------------------- | -------------------------------------------- | -------------------------------------------- |
|                                              |                                              |                                              |                                              |                                              |
| År                                           |                                              |                                              | Folkmängd                                    | Areal (ha)                                   |
| 1950                                         | 1950                                         |                                              | 345                                          |                                              |
| 1960                                         | 1960                                         |                                              | 418                                          |                                              |
| 1965                                         | 1965                                         |                                              | 413                                          |                                              |
| 1970                                         | 1970                                         |                                              | 394                                          |                                              |
| 1975                                         | 1975                                         |                                              | 475                                          |                                              |
| 1980                                         | 1980                                         |                                              | 521                                          |                                              |
| 1990                                         | 1990                                         |                                              | 638                                          | 91                                           |
| 1995                                         | 1995                                         |                                              | 681                                          | 92                                           |
| 2000                                         | 2000                                         |                                              | 650                                          | 92                                           |
| 2005                                         | 2005                                         |                                              | 670                                          | 92                                           |
| 2010                                         | 2010                                         |                                              | 666                                          | 91                                           |
| 2015                                         | 2015                                         |                                              | 671                                          | 102                                          |
| 2020                                         | 2020                                         |                                              | 645                                          | 102                                          |
|                                              |                                              |                                              |                                              |                                              |

## Samhället
Här finns Månkarbokyrkan som tillhör Equmeniakyrkan. Kyrkan byggdes ursprungligen 1907 men har senare tillbyggts ett flertal gånger; 1920, 1960 och 1987.

## Kommunikationer
Den viktigaste busslinjen är UL:s busslinje 821 mot Tierp i norr och mot Björklinge och Uppsala i söder. Utöver skoltrafik finns i övrigt en busslinje med gles trafik västerut mot Östervåla i form av linje 513.

## Näringsliv
Månkarbo saknar större arbetsgivare och pendling sker främst till Tierp och Uppsala.